# Groupe d'ESO 246-21
Le groupe d'ESO 246-21 comprend huit galaxies situées dans la constellation de l'Éridan. La distance moyenne entre ce groupe et la Voie lactée est d'environ 75,0 Mpc (∼245 millions d'al). 

## Membres
Le tableau ci-dessous liste les huit galaxies du groupe indiquées dans l'article de A.M. Garcia paru en 1993.
| Nom        | Class.       | Type                  | α (J2000.0)   | δ (J2000.0)  | Vitesse radiale (km/s) | m            | Distance (Mpc) | Diamètre (kal) |
| ---------- | ------------ | --------------------- | ------------- | ------------ | ---------------------- | ------------ | -------------- | -------------- |
| NGC 939    | E+           | Elliptique            | 02h 26m 21.3s | -44° 26′ 46″ | 5160 ± 45              | 12,8         | 74,0 ± 5,2     | 177            |
| NGC 954    | SB(rs)c?     | Spirale barrée        | 02h 28m 51.6s | -41° 24′ 10″ | 5347 ± 10              | 12,8         | 76,6 ± 5,4     | 123            |
| IC 1810    | (R)SAB(rs)ab | Spirale intermédiaire | 02h 29m 26.8s | -43° 04′ 35″ | 5428 ± 26              | 13,2         | 77,9 ± 5,5     | 153            |
| IC 1812    | E            | Elliptique            | 02h 29m 31.8s | -42° 48′ 41″ | 5240 ± 24              | 12,2         | 75,1 ± 5,3     | 273            |
| ESO 246-15 | (R)SA(s)ab?  | Spirale               | 02h 28m 46.9s | -43° 04′ 28″ | 5129 ± 33              | 13,35        | 73,5 ± 5,2     | 119            |
| ESO 246-16 | S0^0^?       | Lenticulaire          | 02h 29m 23.1s | -42° 59′ 10″ | 5019 ± 39              | 13,69 ± 0,09 | 71,9 ± 5,1     | 131            |
| ESO 246-21 | (R')SB(r)bc  | Spirale barrée        | 02h 30m 27.9s | -43° 01′ 37″ | 5558 ± 21              | 11,56 ± 0,09 | 79,9 ± 5,6     | 236            |
| ESO 246-22 | SBc          | Spirale barrée        | 02h 31m 00.1s | -44° 25′ 35″ | 4959 ± 0               | 13,86 ± 0,12 | 71,1 ± 5,0     | 100            |

Le site DeepskyLog permet de trouver aisément les constellations des galaxies mentionnées dans ce tableau ou si elles ne s'y trouvent pas, l'outil du site constellation permet de le faire à l'aide des coordonnées de la galaxie. Sauf indication contraire, les données proviennent du site NASA/IPAC. 